# Convair XB-46
Convair XB-46 byl prototyp amerického proudového bombardéru, který byl vyvíjen v polovině 40. let, ale nebyl nakonec vybrán pro sériovou výrobu.
V roce 1944 americké ministerstvo války, pod dojmem z technického pokroku německých letadel, zadalo vývoj nových typů středních bombardérů s hmotností od 36 do 90 tun. Firma Consolidated Aircraft, pozdější Convair, na specifikace reagovala vývojem Modelu 109, který byl listopadu 1944, jako XB-46, přijat USAAF ke stavbě prototypu. Ze stejné soutěže vznikly ještě typy North American XB-45 Tornado, Boeing XB-47 Stratojet a Martin XB-48.

## Vývoj
Objednávka projektu začala 17. ledna 1945 po předvedení a inspekci makety letounu. Stavba tří prototypů byla objednána 12. února 1945, přičemž byly doporučeny některé změny. Prototypy měly přidělena sériová čísla 45-59582 až 45-59584.
Na podzim 1945 zjistila firma Convair, že soutěží tak trochu sama se sebou, jelikož letectvu se zalíbil její projekt útočného letounu s kachní koncepcí, označený Convair XA-44 a zvažovalo, že pro ušetření financí vývoj typu XB-46 raději zruší. Firma argumentovala, že by bylo výhodnější dokončit prototyp XB-46 bez výzbroje a části vybavení a místo ostatních prototypů postavit dva kusy projektu XA-44. V červnu 1946 USAAF tuto změnu povolilo, ale nakonec projekt XA-44 v listopadu téhož roku zrušilo před stavbou prototypu. První prototyp byl XB-46 byl proto dokončen jen s nejnutnějším vybavením pro letecké testy.
Trup XB-46 měl čistě aerodynamický doutníkový tvar s oválným průřezem. Dlouhé štíhlé křídlo neslo čtveřici proudových motorů Allison (později General Electric) J35-C3 s tahem 17 kN. Pod každou polovinou křídla byly dva kusy ve společné gongole. Problémem bylo, že za letu docházelo k deformacím trupu. Posádka byla tříčlenná. Pilot seděl v přetlakové kabině pod kapkovitým překrytem, zatímco bombometčík měl stanoviště v přídi letounu. Pro vlastní obranu měl letoun dvojici 12,7 mm kulometů v dálkově ovládané věži firmy Emmerson Electric Company.

## Testy

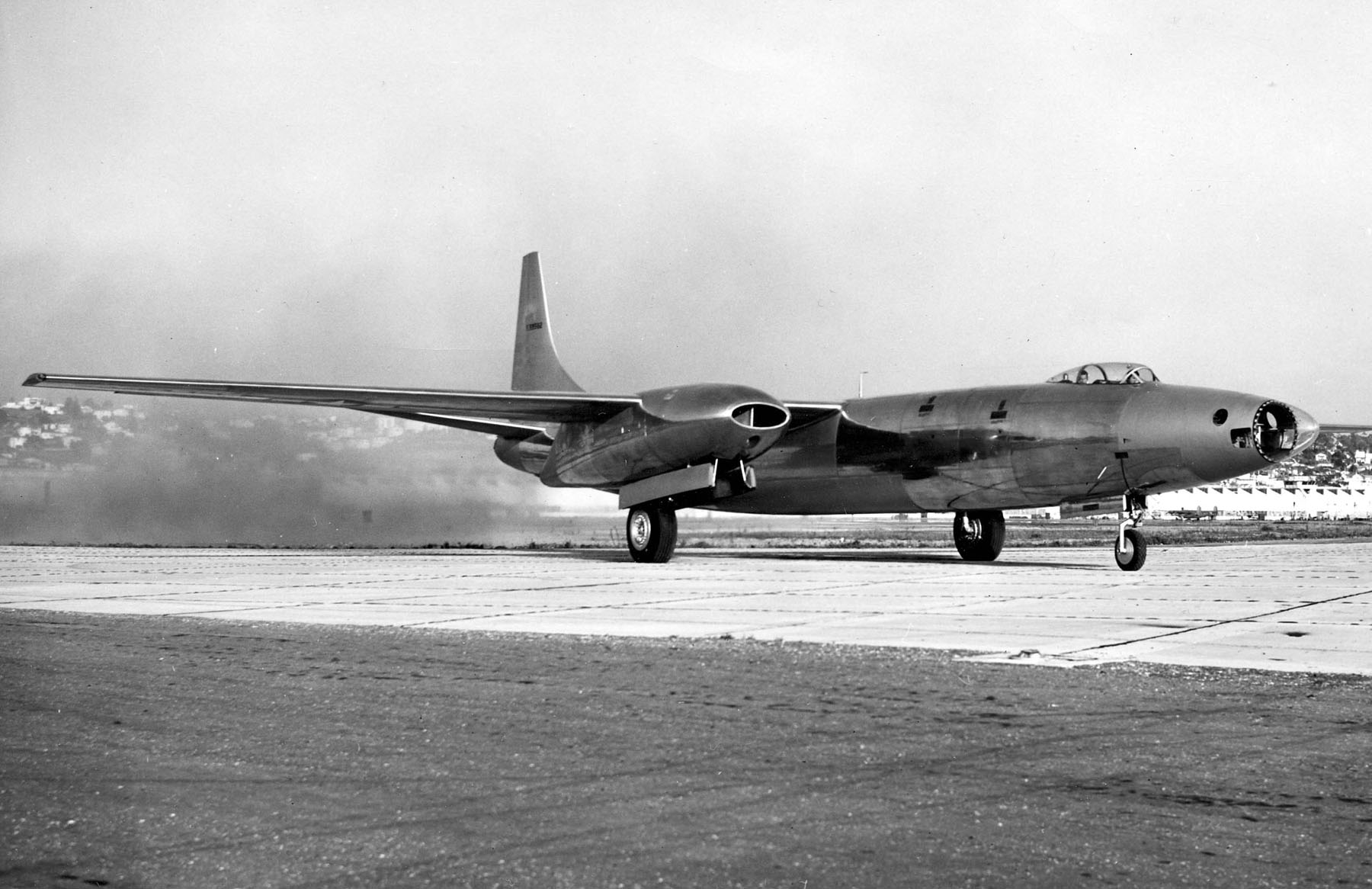
XB-46 se zapnutými motory

První let prototypu XB-46 proběhl 2. dubna 1947 a trval 90 minut, protože letoun při něm přelétl z továrního letiště firmy Convair v San Diegu na základnu amerického letectva Muroc. Pilot si po letu pochvaloval jeho letové vlastnosti. Testy prototypu probíhaly dalších pět měsíců a XB-46 nalétal 127 hodin při 64 letech. Pilotovali ho jak tovární piloti, tak i zkušební piloti USAAF. Stabilita a ovladatelnost letounu byly dobré, ale potíže byly s jeho motory, se spoilery a příčnou stabilitou při vysokých rychlostech.
Program XB-46 byl nakonec v srpnu 1947 zrušen, ještě před dokončením zkoušek. Letoun už byl v té době považován za zastaralý a pro sériovou výrobu byl vybrán čtyřmotorový typ North American B-45 Tornado a také ještě mnohem úspěšnější konstrukce Boeing B-47 Stratojet.
Dodatečné testy XB-46 probíhaly na floridské základně West Palm Beach Air Force Base od srpna 1948 do srpna 1949. Byla testována hlučnost, vibrace v ocasních plochách, stabilita a ovladatelnost letounu. Po celkem 44 letových hodinách byl prototyp definitivně vyřazen ze služby, protože díky chybějícím náhradním dílům byla jeho údržba už příliš nákladná. Rok se s prototypem nic nedělo. V červenci 1950 byl přelétnut na floridskou základu Eglin Air Force Base, kde byl jeho pneumatický systém zkoušen v klimatickém zařízení, při extrémně nízkých teplotách. Když tyto testy v listopadu 1950 skončily, bylo rozhodnuto letoun definitivně zrušit. Nos XB-46 byl oddělen a 13. ledna 1951 poslán do muzea amerických leteckých sil National Museum of the United States Air Force na letecké základně Wright-Patterson v Ohiu. Zbytek letounu byl sešrotován 28. února 1952.

## Specifikace

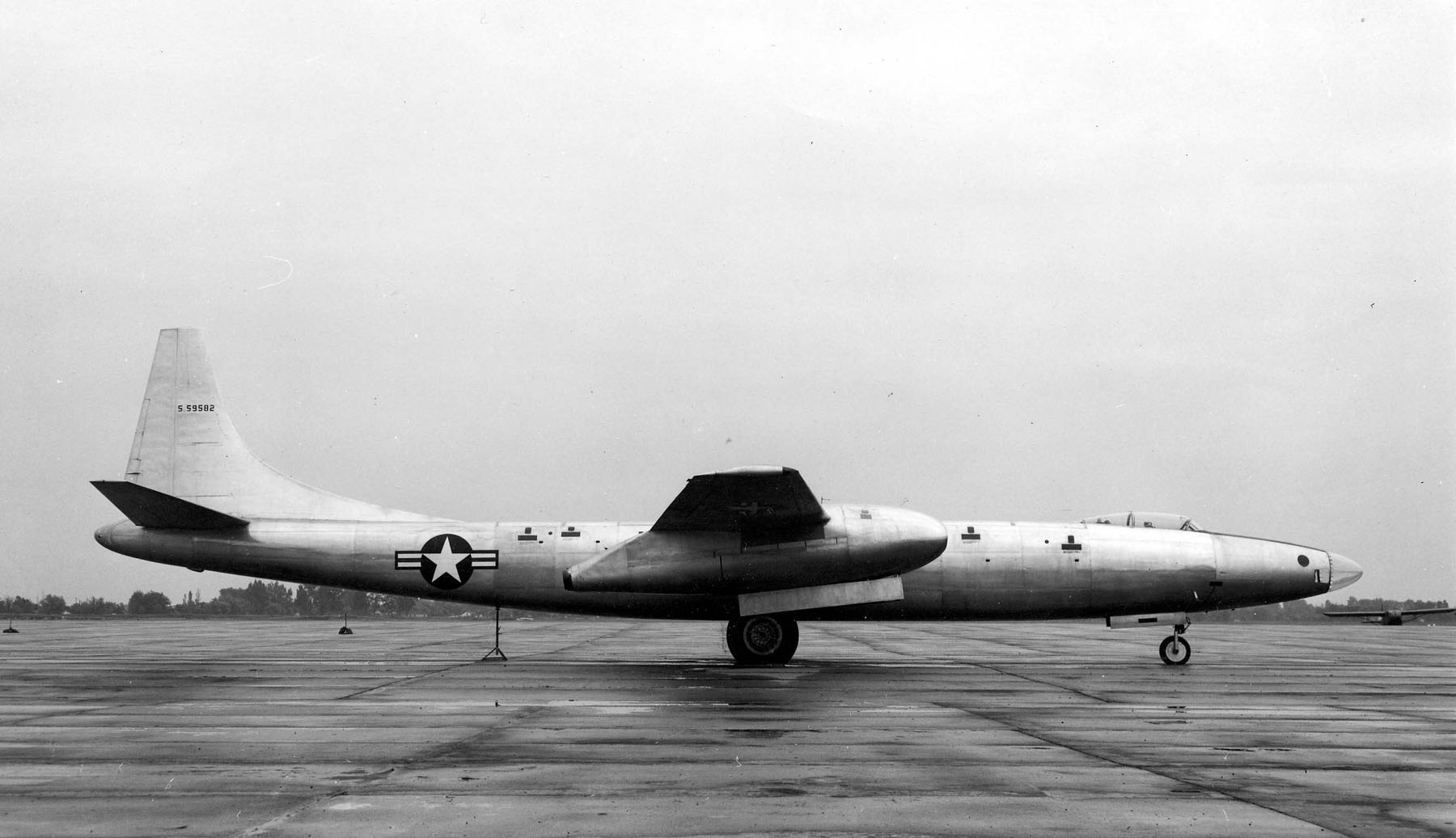
Convair XB-46

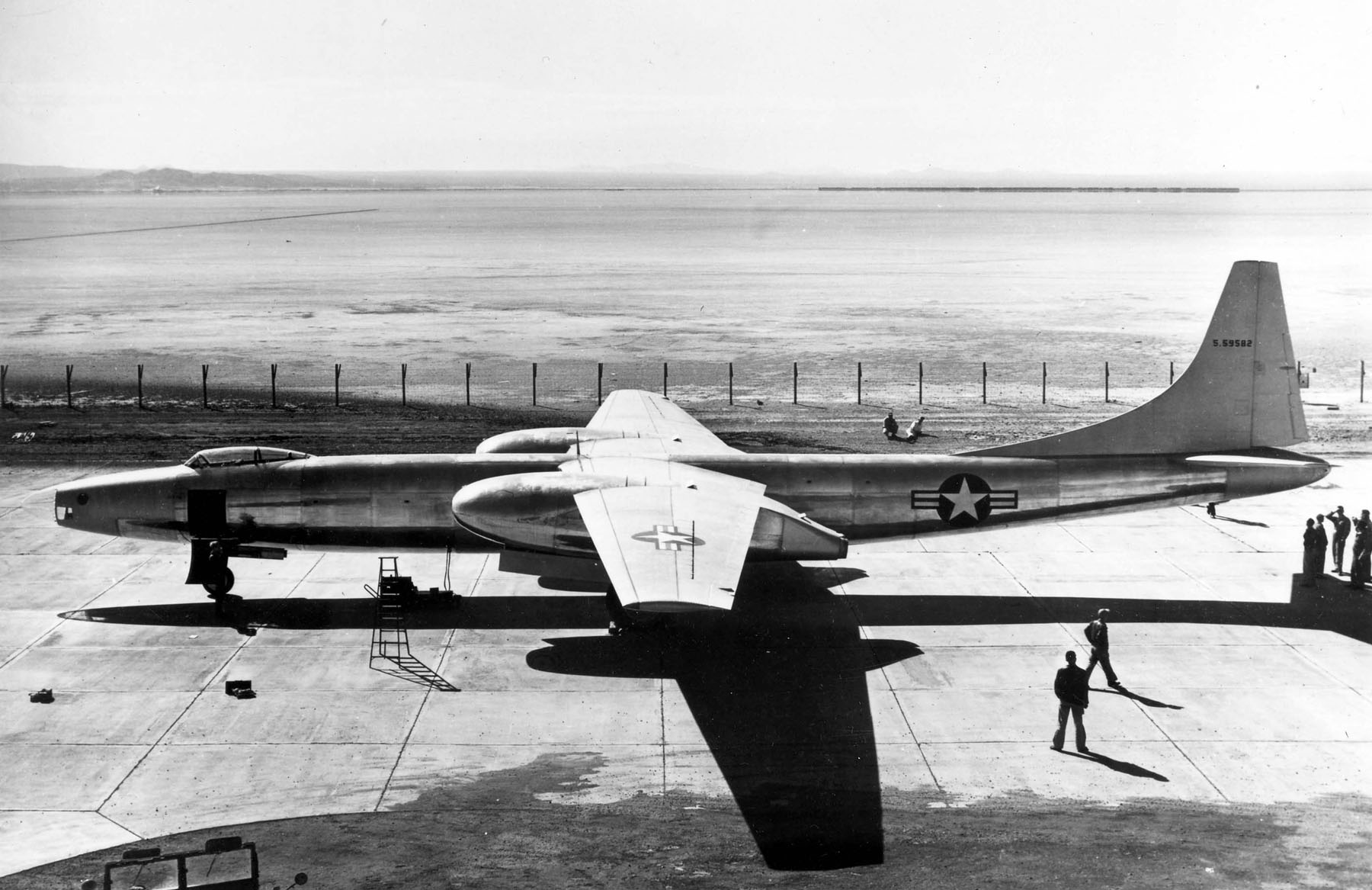
Convair XB-46

### Technické údaje
- Osádka: 3
- Rozpětí: 34,44 m
- Délka: 32,23 m
- Výška: 8,51 m
- Nosná plocha: 119,4 m²
- Plošné zatížení: 294 kg/m²
- Hmotnost prázdného letounu: 21 800 kg
- Vzletová hmotnost: 34 100 kg
- Maximální vzletová hmotnost: 42 800 kg
- Pohonná jednotka: 4 × proudový motor Allison J35-A-3
  - Tah motoru: 18 kN

### Výkony
- Nejvyšší rychlost: 877 km/h
- Dostup: 12 000 m
- Stoupavost: 6,683 m/s
- Dolet: 4620 km

### Výzbroj
- 2 × 12,7mm kulomet M2 Browning
- 10 000 kg pum